# سیارک ۳۸۲۶۸
سیارک ۳۸۲۶۸ (به انگلیسی: 38268 Zenkert، نامگذاری:1999RV32) سی و هشت هزار و دویست و شصت و هشتمین سیارک کشف شده‌است که در ۹ سپتامبر ۱۹۹۹ کشف شد.